# Aufruf zum Kampf
Aufruf zum Kampf (chinesisch: Nahan 呐喊, teilweise ins Deutsche mit Applaus übersetzt) ist die erste Erzählsammlung des chinesischen Schriftstellers Lu Xun (eigentlich Zhou Shuren). Sie erschien 1922 und enthält vierzehn Erzählungen, die zwischen 1918 und 1922 entstanden sind.

## Inhalt
"In meiner Jugend hatte ich viele Träume. Die meisten von ihnen sind nun vergessen, doch sehe ich nichts, was daran zu bedauern wäre, denn wenn es auch Vergnügen bereiten mag, die Vergangenheit zurückzurufen, so kann es einen auch vereinsamen, und es hat keinen Sinn, dabei zu verweilen. Wie dem auch sei, ich kann leider nicht ganz vergessen, und diese Erzählungen verdanken ihre Entstehung dem, was ich nicht vergessen konnte", leitet Lu Xun das Vorwort zu seiner Erzählsammlung ein. Darauf folgen die 14 Erzählungen "Tagebuch eines Verrückten", "Kong Yiji", "Die Arznei", "Der kommende Tag", "Eine unbedeutende Begebenheit", "Die Legende vom Haar", "Wind und Wellen", "Meine alte Heimat", "Die wahre Geschichte des Ah Q", "Das Drachenbootfest", "Ein Schimmer", "Kaninchen und Katze", "Entenkomödie" und "Oper im Dorf".
Im Vorwort der Erzählsammlung nennt Lu Xun einige Erlebnisse, die prägend für seine eigene Entwicklung: So beispielsweise der Tod des Vaters durch die erfolglose Behandlung mit traditionell chinesischen Arzneien und das dadurch motivierte Medizinstudium in Japan. Als besonderer Wendepunkt in Lu Xuns Leben sticht das Schauen eines Films heraus, der während seiner Studienzeit in Japan abgespielt wurde und die Hinrichtung eines chinesischen Spions zeigte. Besonders die apathische Reaktion seiner chinesischen Landsleute scheint Lu Xun stark beeinflusst zu haben und bewog ihn dazu, sein Medizinstudium abzubrechen und sich der Literatur zu widmen. Aus dem Vorwort der Erzählsammlung stammt auch das Bild der schlafenden Menschen in einem eisernen Haus; ein Sinnbild für die chinesische Bevölkerung.
Das Erscheinen der Erzählsammlung markiert einen wichtigen Punkt in der Rezeptionsgeschichte von Lu Xun. Beschäftigte man sich vorher nur begrenzt mit seinen Werken, wurden nach der Veröffentlichung von "Aufruf zum Kampf" vermehrt Rezensionen, Kommentare und Analysen verfasst.

## Deutsche Übersetzungen
Bislang existieren die folgenden beiden deutschen Übersetzungen von Lu Xuns Erzählsammlung:
- Lu Xun: Aufruf zum Kampf. Beijing: Verlag für fremdsprachige Literatur 1983.
- Lu Xun: Applaus, Hg. von Wolfgang Kubin, Zürich: Unionsverlag 1999.

Die 2019 erschienene Übersetzung von Tagebuch eines Verrückten aus der Schriftreihe edition pengkun diskutiert hierbei aufschlussreich, wie die beiden Übersetzer auf unterschiedliche Weise mit dem Text der ersten Erzählung der Sammlung arbeiten.

## Rezension
"Desillusioniert vergleicht er im Vorwort zu seinem bekanntesten Erzählungsband, «Applaus» (1922), China mit einer «eisernen Kammer», deren Insassen in einer «ausweglosen Situation» gefangen sind. Angelegt als Gegenbild zu Platons Höhlengleichnis, wird bei Lu Xun derlei Aufklärungsskepsis bis zu seinem frühen Tod im Jahr 1936 fortleben" (NZZ, 24. November 2007)